# Strongylosoma hetairon
Strongylosoma hetairon är en mångfotingart som beskrevs av Carl Graf Attems 1897. Strongylosoma hetairon ingår i släktet Strongylosoma och familjen orangeridubbelfotingar. Inga underarter finns listade i Catalogue of Life.